# Джованні Гонсалес
Джованні Гонсалес (ісп. Giovanni González, нар. 20 вересня 1994, Монтевідео) — уругвайський футболіст, що грає на позиції захисника за «Краснодар» і збірну Уругваю.

## Клубна кар'єра
Народився 20 вересня 1994 року в місті Монтевідео. Вихованець футбольної школи клубу «Рівер Плейт».
У дорослому футболі дебютував 2014 року виступами за команду клубу «Рівер Плейт», в якій провів чотири сезони, взявши участь у 66 матчах чемпіонату. 
Продовжив професійну ігрову кар'єру у клубі «Пеньяроль».
На початку 2022 року підписав контракт на 2,5 роки з «Мальоркою».
17 серпня 2024 року підписав трирічний контракт з російським клубом «Краснодар».

## Виступи за збірну
2019 року дебютував в офіційних матчах у складі національної збірної Уругваю. Станом на вересень 2023 року провів у її формі 17 матчів.

## Титули і досягнення
- Чемпіон Уругвая (2):

«Пеньяроль»: 2018, 2021
- Володар Суперкубка Уругваю (1):

«Пеньяроль»: 2018
- Чемпіон Росії (1):

«Краснодар»: 2024-25